# Eneida
Eneida, considerată epopeea națională a romanilor, este un poem epic aparținând scriitorului latin Vergilius.
Alcătuită din 12 cărți, grupate în două părți, corespunzătoare celor două epopei ale lui Homer, marele model literar al poetului latin.

## Personaje principale

### Zei
- Iunona
- Jupiter
- Neptun
- Venus
- Cupidon
- Mercur

### Muritori
- Enea
- Didona
- Turnus
- Ascanius
- Anchise
- Latinus
- Lavinia
- Pallas

## Subiectul

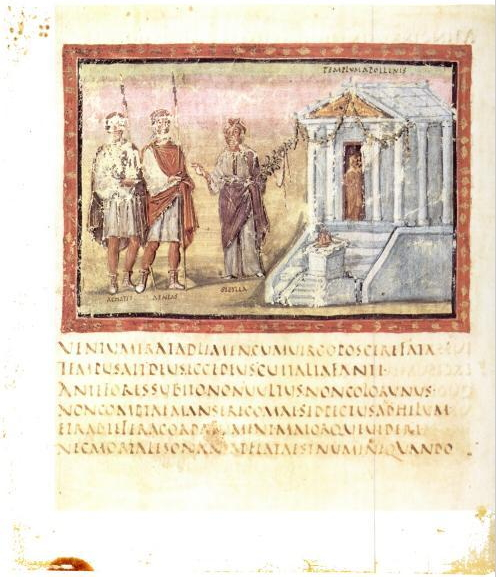
Pergament al cântului IV din Eneida, anii 400 d.Hr.

Primele șase cărți prezintă călătoria lui Aeneas de la plecarea din Troia până la sosirea în Latium. Asemănătoare cu Odiseea, această parte a epopeii înfățișează evenimentele care au avut loc în al șaptelea an de rătăciri pe mare. După ce flota lui Aeneas este aruncată de furtună pe țărmurile Africii, regina Cartaginei, Didona, îi găzduiește pe troieni și organizează în cinstea lor un banchet.
Ultimele șase cărți prezintă luptele dintre troieni și populațiile din Latium, conduse de Turnus, regele rutuliilor.
După ce pleacă din Cartagina, Aeneas debarcă la gurile Tibrului, unde domnea Latinus; fiica acestuia, Lavinia, urma să devină soția lui Aeneas; Turnus, logodnicul Laviniei, pregătește războiul împotriva lui Aeneas. Din această luptă, eroul troian iese victorios, apropiindu-se de îndeplinirea misiunii sale istorice.

## Traduceri în limba română
- Vergilius, P. Maro, traducere G. Coșbuc, Aeneis, București, Editura Librăriei Sfetea, 1896
- Vergilius, P. Maro, traducere (în proză) N. Pandelea, Eneida,* M. Dickstein, Eneida lui Virgiliu, Cernăuți, Tipografia Mitropolitului Silvestru, 1932 București, Editura Viata Romanească, 1921
- Vergilius, P. Maro, traducere Dumitru Murărașu, Eneida, București, Editura de Stat pentru literatură și artă, 1956
- Vergilius, P. Maro, traducere (în proză) Eugen Lovinescu, Eneida, București, Albatros, 1978
- Vergilius, P. Maro, Eneida, Ediție critică, Traducere de George Coșbuc, Ediție îngrijită, note și prefață de Stella Petecel, București, 1980, Editura Univers
- Vergilius, P. Maro, traducere Nicolae Ionel, Eneida, Iași, Institutul European, 1996
- Vergilius, P. Maro, traducere Dan Slușanschi, Eneida, București, Editura Paideia, 2000
- Vergilius, P. Maro, traducere Dan Slușanschi, Eneida, Editura Ratio et Revelatio, 2014
- Vergilius, P. Maro, traducere Ecaterina Andreica, Eneida, Ediție îngrijită de George Bogdan Țâra, Editura Excelsior Art, 2014

## Ecranizări
- La leggenda di Enea (1962)